# Cornwall (Vermont)
Cornwall es un pueblo ubicado en el condado de Addison en el estado estadounidense de Vermont. En el año 2010 tenía una población de 1.185 habitantes y una densidad poblacional de 15,3 personas por km².

## Geografía
Cornwall se encuentra ubicada en las coordenadas 43°57′56″N 73°13′13″O / 43.96556, -73.22028.

## Demografía
Según la Oficina del Censo en 2000 los ingresos medios por hogar en la localidad eran de $52.692, y los ingresos medios por familia eran $59.792. Los hombres tenían unos ingresos medios de $36.563 frente a los $23.913 para las mujeres. La renta per cápita para la localidad era de $26.902. Alrededor del 5,6% de la población estaban por debajo del umbral de pobreza.